# Касьяно Сеспедес
Касьяно Сеспедес (ісп. Casiano Céspedes, нар. 1924) — парагвайський футболіст, захисник, що грав за клуб «Олімпія» (Асунсьйон), а також національну збірну Парагваю.

## Клубна кар'єра
У футболі відомий виступами за команду «Олімпія» (Асунсьйон).

## Виступи за збірну
1947 року дебютував в офіційних матчах у складі національної збірної Парагваю. Протягом кар'єри у національній команді провів у її формі 21 матч.
У складі збірної був учасником чемпіонату світу 1950 року у Бразилії, де зіграв зі Швецією (2-2) та Італією (0-2).
У складі збірної був учасником двох чемпіонатів Південної Америки: 1947 року в Еквадорі, 1949 року у Бразилії. На обох турнірах виборов разом з командою срібні медалі.

## Титули і досягнення
- Срібний призер Чемпіонату Південної Америки: 1947, 1949